# 埼玉県道164号鴻巣桶川さいたま線
埼玉県道164号鴻巣桶川さいたま線（さいたまけんどう164ごう こうのすおけがわさいたません）は、埼玉県鴻巣市から、さいたま市浦和区に至る片側1車線の県道である。鴻巣市の加美交差点以南の通称は「旧中山道（きゅうなかせんどう）」。

## 概要
「旧中山道」と呼ばれる区間は、五街道として整備された中山道の道筋を踏襲している。沿線には、中山道の宿場、大宮宿・上尾宿・桶川宿・鴻巣宿が置かれ古くから栄えた。現在でも大宮以北で並走する高崎線と合わせて、沿線自治体の中心市街地を構成し発展の基礎となった。大宮バイパスの名で建設された現在の国道17号の並走区間が現道になるまでは、当路線の東大成町交差点（旧大宮市、現・さいたま市北区）以北が国道17号、通称「中山道」であった。大宮バイパスの現道化後は、「中山道」は同バイパスの通称となった。
かつては、終点は大宮市（現・さいたま市大宮区）で「埼玉県道164号鴻巣桶川大宮線」と呼ばれていたが、2001年（平成13年）5月1日のさいたま市発足時に埼玉県道101号浦和大宮線を吸収する形で延伸し、同時に現在の名称となった。現在、埼玉県道101号は欠番となっている。
また、上述のように当路線の現在の公式愛称は「旧中山道」であるが、さいたま市内では「旧中仙道」と呼ばれ、国道17号は「中仙道」と呼ばれることがある。

## 起点・終点
- 起点：埼玉県鴻巣市神明（国道17号交点、神明交差点）
- 終点：埼玉県さいたま市浦和区北浦和（北浦和駅東口交差点）

## 地理

### 通過する自治体
- 埼玉県
  - 鴻巣市
  - 北本市
  - 桶川市
  - 上尾市
  - さいたま市（北区、大宮区、浦和区）

### 交差する道路
| 交差する道路                                         | 交差する道路                                         | 交差点名       | 交差点名   | 交差点名 |
| ---------------------------------------------------- | ---------------------------------------------------- | -------------- | ---------- | -------- |
| 国道17号                                             | 国道17号                                             | 神明           | 鴻巣市     | 鴻巣市   |
| 埼玉県道365号鎌塚鴻巣線                              |                                                      | 加美           | 鴻巣市     | 鴻巣市   |
| 埼玉県道136号鴻巣停車場線                            | 埼玉県道136号鴻巣停車場線                            | 鴻巣駅入口     | 鴻巣市     | 鴻巣市   |
| 埼玉県道27号東松山鴻巣線 埼玉県道57号さいたま鴻巣線  | 埼玉県道27号東松山鴻巣線 埼玉県道57号さいたま鴻巣線  | 本町           | 鴻巣市     | 鴻巣市   |
| 埼玉県道57号さいたま鴻巣線                           |                                                      | 深井2丁目      | 北本市     | 北本市   |
| 埼玉県道135号北本停車場線                            |                                                      | 北本駅前       | 北本市     | 北本市   |
|                                                      | 埼玉県道312号下石戸上菖蒲線                          | 多聞寺         | 北本市     | 北本市   |
| 埼玉県道312号下石戸上菖蒲線                          | 埼玉県道312号下石戸上菖蒲線                          | 本宿           | 北本市     | 北本市   |
| 埼玉県道33号東松山桶川線                             | 埼玉県道33号東松山桶川線                             | 二ツ家         | 北本市     | 北本市   |
| 首都圏中央連絡自動車道                               | 首都圏中央連絡自動車道                               | ※非接続        | 北本市     | 北本市   |
| 埼玉県道12号川越栗橋線                               | 埼玉県道12号川越栗橋線                               | 市役所入口     | 桶川市     | 桶川市   |
| 埼玉県道134号桶川停車場線                            |                                                      | 桶川駅前       | 桶川市     | 桶川市   |
| 埼玉県道323号上尾環状線（BS通り・ニッサン通り）      | 埼玉県道323号上尾環状線（BS通り・ニッサン通り）      | 久保西         | 上尾市     | 上尾市   |
| 埼玉県道133号上尾停車場線                            | 埼玉県道133号上尾停車場線                            | 上尾駅東口     | 上尾市     | 上尾市   |
| 埼玉県道51号川越上尾線                               | 埼玉県道51号川越上尾線                               | 上尾陸橋       | 上尾市     | 上尾市   |
| 国道16号・国道17号（新大宮バイパス）                 | 国道16号・国道17号（新大宮バイパス）                 | ※非接続        | さいたま市 | 北区     |
| 埼玉県道132号宮原停車場線                            |                                                      |                | さいたま市 | 北区     |
| 国道17号                                             | 国道17号                                             | 東大成町       | さいたま市 | 北区     |
| 埼玉県道2号さいたま春日部線 埼玉県道90号大宮停車場線 | 埼玉県道2号さいたま春日部線 埼玉県道90号大宮停車場線 | 大栄橋         | さいたま市 | 大宮区   |
| 埼玉県道90号大宮停車場                               | 埼玉県道214号新方須賀さいたま線                      | 大宮駅東口入口 | さいたま市 | 大宮区   |
| 埼玉県道214号新方須賀さいたま線                      |                                                      | 吉敷町         | さいたま市 | 大宮区   |
| 埼玉県道56号さいたまふじみ野所沢線（東西大通り）     |                                                      |                | さいたま市 | 大宮区   |
| 埼玉県道159号さいたま北袋線（赤山東通り）            | 埼玉県道159号さいたま北袋線（赤山東通り）            | 上木崎         | さいたま市 | 浦和区   |
| 埼玉県道120号上木崎与野停車場線（西高通り）          | 埼玉県道120号上木崎与野停車場線（西高通り）          | 与野駅東口     | さいたま市 | 浦和区   |
|                                                      | 埼玉県道65号さいたま幸手線（浦高通り）               | 北浦和駅東口   | さいたま市 | 浦和区   |
| 埼玉県道65号さいたま幸手線 浦和駅西口方面            |                                                      |                |            |          |

### 重複区間
- 埼玉県道57号さいたま鴻巣線（本町交差点 - 深井2丁目交差点）
- 埼玉県道90号大宮停車場（大栄橋交差点 - 大宮駅東口入口交差点）
- 埼玉県道214号新方須賀さいたま線（大宮駅東口入口交差点 - 吉敷町交差点）

### 交差する鉄道
- JR■東北本線（宇都宮線）、野田線（東武アーバンパークライン）
- JR東北新幹線、上越新幹線、■埼玉新都市交通伊奈線（ニューシャトル）

### 沿線の主な施設
| 施設                                               | 所在地     | 所在地 |
| -------------------------------------------------- | ---------- | ------ |
| 鴻神社                                             | 鴻巣市     | 鴻巣市 |
| 鴻巣駅（JR高崎線）                                 | 鴻巣市     | 鴻巣市 |
| 勝願寺                                             | 鴻巣市     | 鴻巣市 |
| 鴻巣市立鴻巣南小学校                               | 鴻巣市     | 鴻巣市 |
| 北本駅（JR高崎線）                                 | 北本市     | 北本市 |
| 桶川市立桶川小学校                                 | 桶川市     | 桶川市 |
| 桶川駅（JR高崎線）                                 | 桶川市     | 桶川市 |
| 北上尾駅（JR高崎線）                               | 上尾市     | 上尾市 |
| PAPA上尾ショッピングアヴェニュー                   | 上尾市     | 上尾市 |
| 上尾駅（JR高崎線）                                 | 上尾市     | 上尾市 |
| 丸広百貨店上尾店（旧ボンベルタ上尾）               | 上尾市     | 上尾市 |
| 氷川鍬神社                                         | 上尾市     | 上尾市 |
| 上尾運動公園                                       | 上尾市     | 上尾市 |
| イオンモール上尾                                   | 上尾市     | 上尾市 |
| さいたま市立宮原中学校                             | さいたま市 | 北区   |
| さいたま市立宮原小学校                             | さいたま市 | 北区   |
| 宮原駅（JR高崎線）                                 | さいたま市 | 北区   |
| 加茂宮駅（埼玉新都市交通伊奈線）                   | さいたま市 | 北区   |
| ステラタウン                                       | さいたま市 | 北区   |
| 北区役所                                           | さいたま市 | 北区   |
| 埼玉県警察学校                                     | さいたま市 | 北区   |
| 大宮郵便局                                         | さいたま市 | 北区   |
| 北大宮駅（東武野田線）                             | さいたま市 | 大宮区 |
| JA共済埼玉ビル                                     | さいたま市 | 大宮区 |
| 大宮駅（JR東日本・東武鉄道・埼玉新都市交通）       | さいたま市 | 大宮区 |
| 髙島屋大宮店                                       | さいたま市 | 大宮区 |
| 氷川参道                                           | さいたま市 | 大宮区 |
| さいたま新都心駅（JR高崎線、宇都宮線、京浜東北線） | さいたま市 | 大宮区 |
| コクーンシティ                                     | さいたま市 | 大宮区 |
| 与野駅（JR京浜東北線）                             | さいたま市 | 浦和区 |
| さいたま市立北浦和小学校                           | さいたま市 | 浦和区 |
| さいたま市立北浦和図書館                           | さいたま市 | 浦和区 |
| 北浦和駅（JR京浜東北線）                           | さいたま市 | 浦和区 |

## ギャラリー

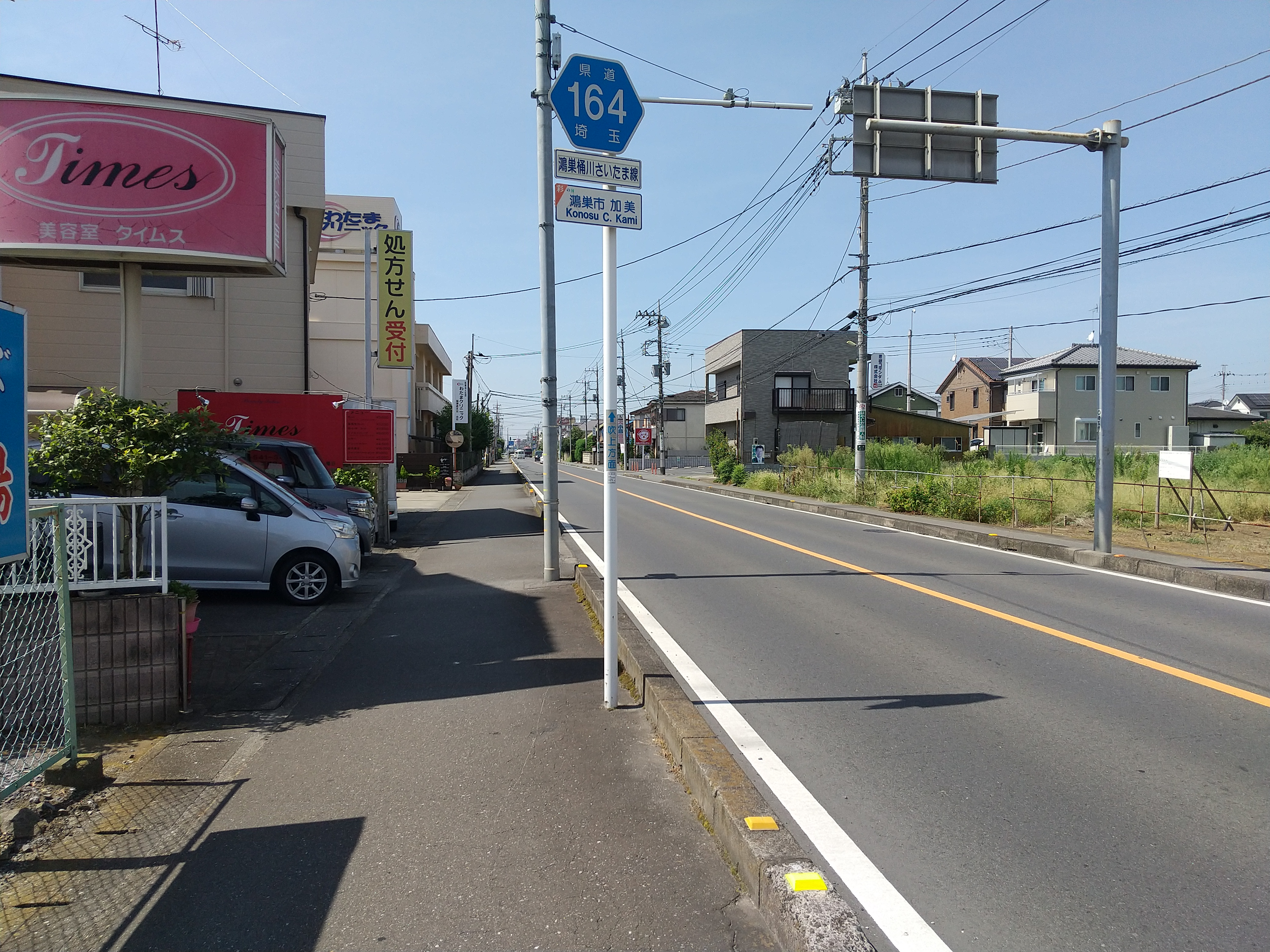
鴻巣市加美付近
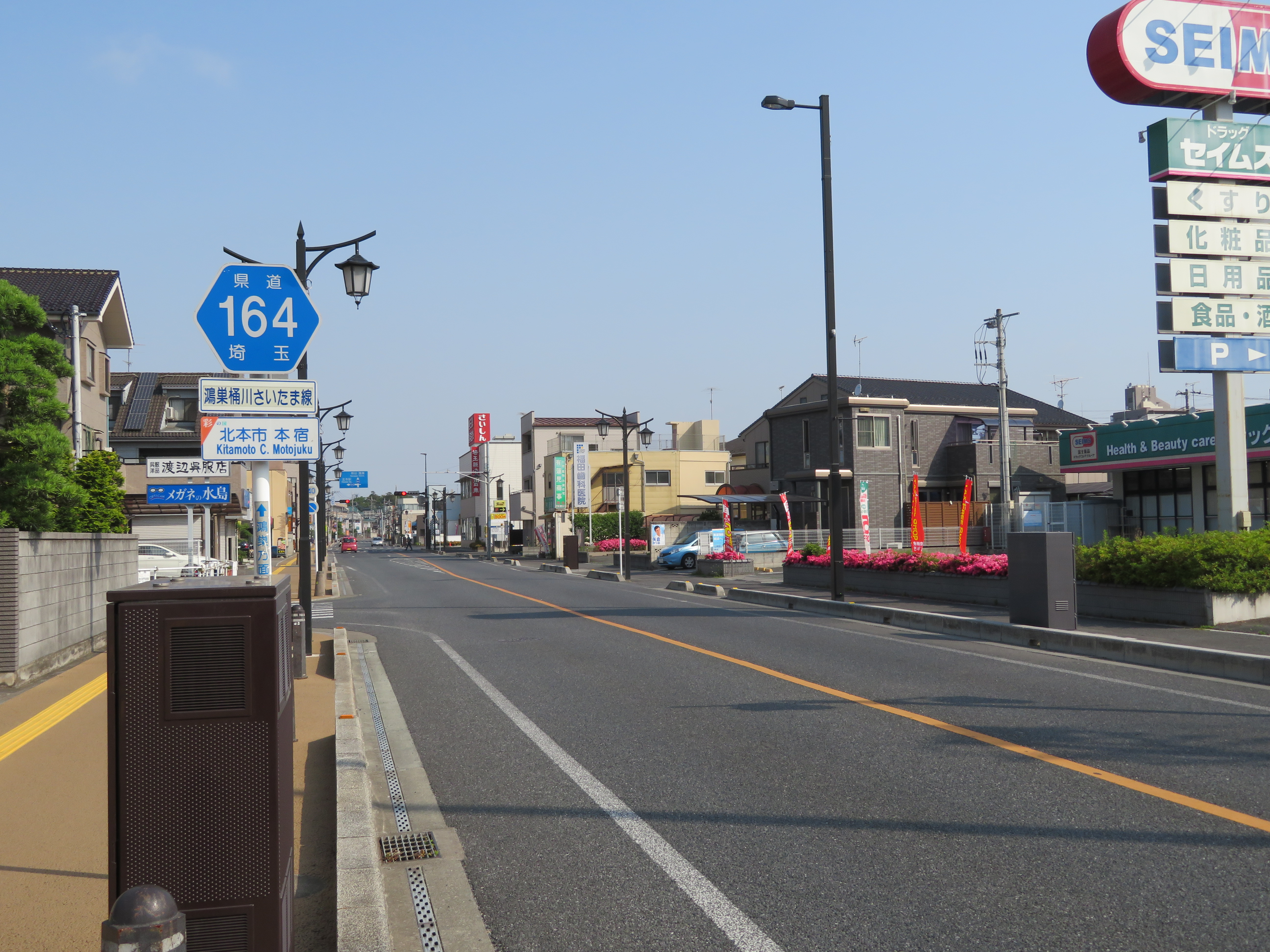
北本市本宿付近
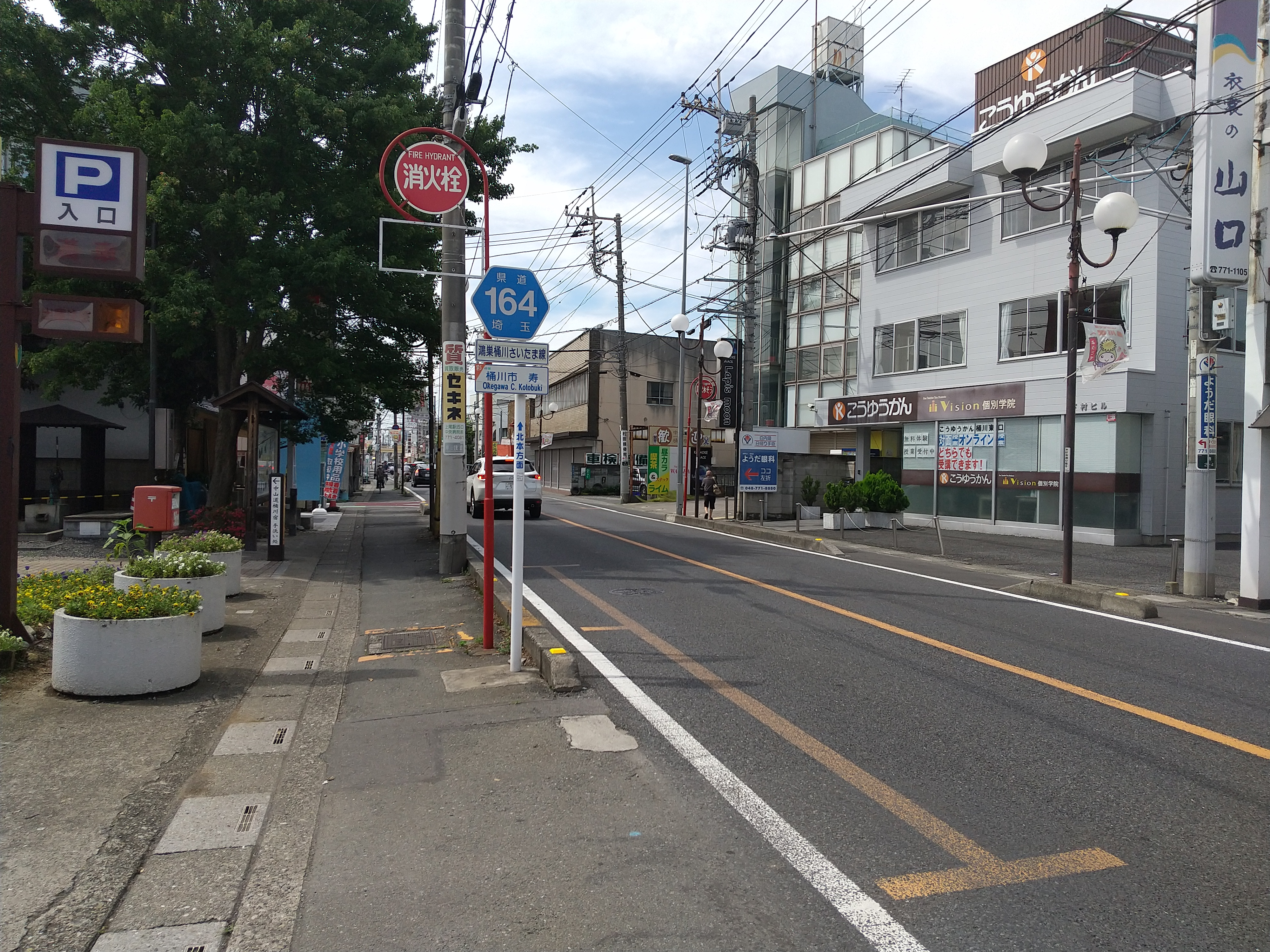
桶川市寿付近
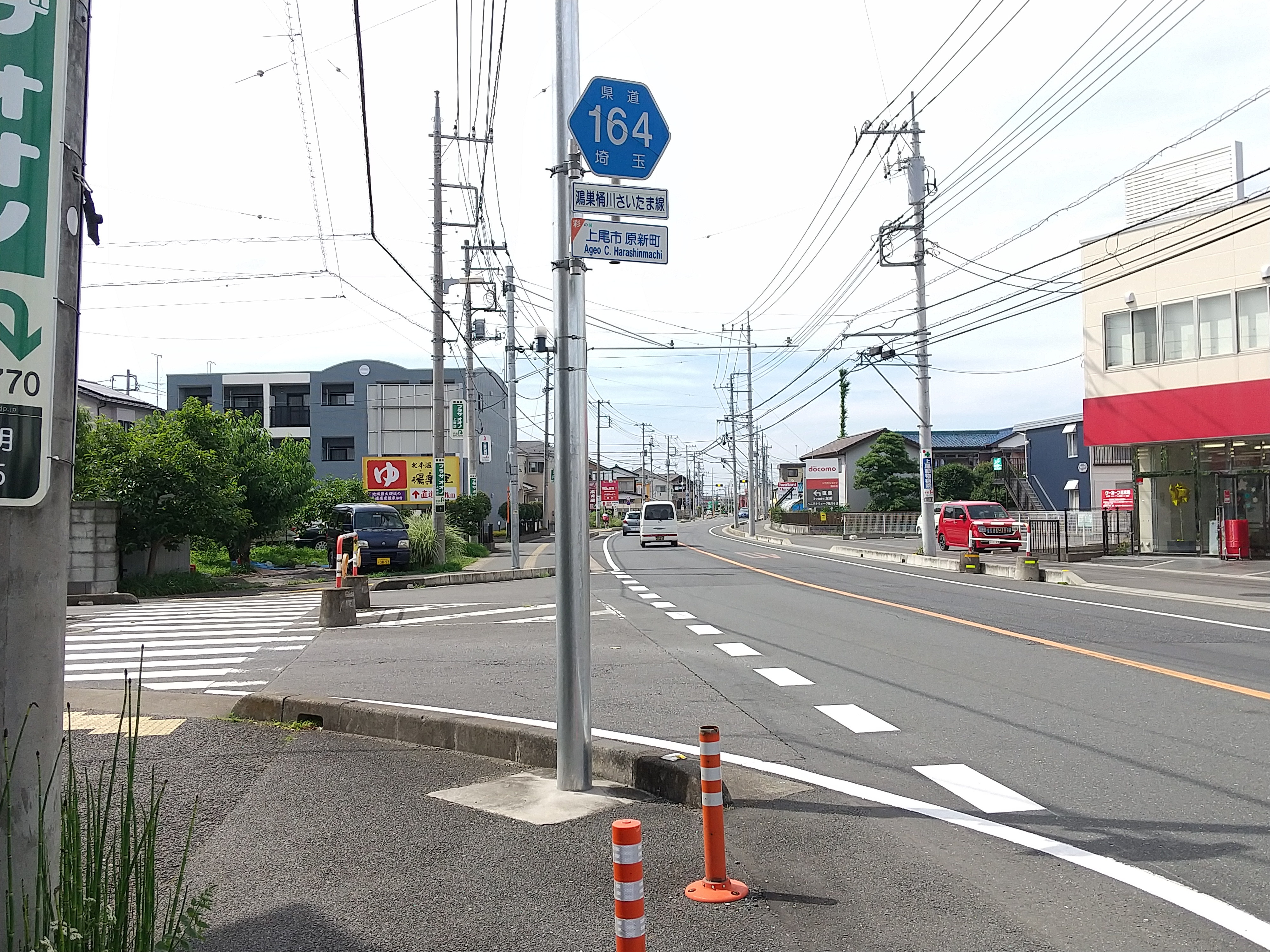
上尾市原新町付近
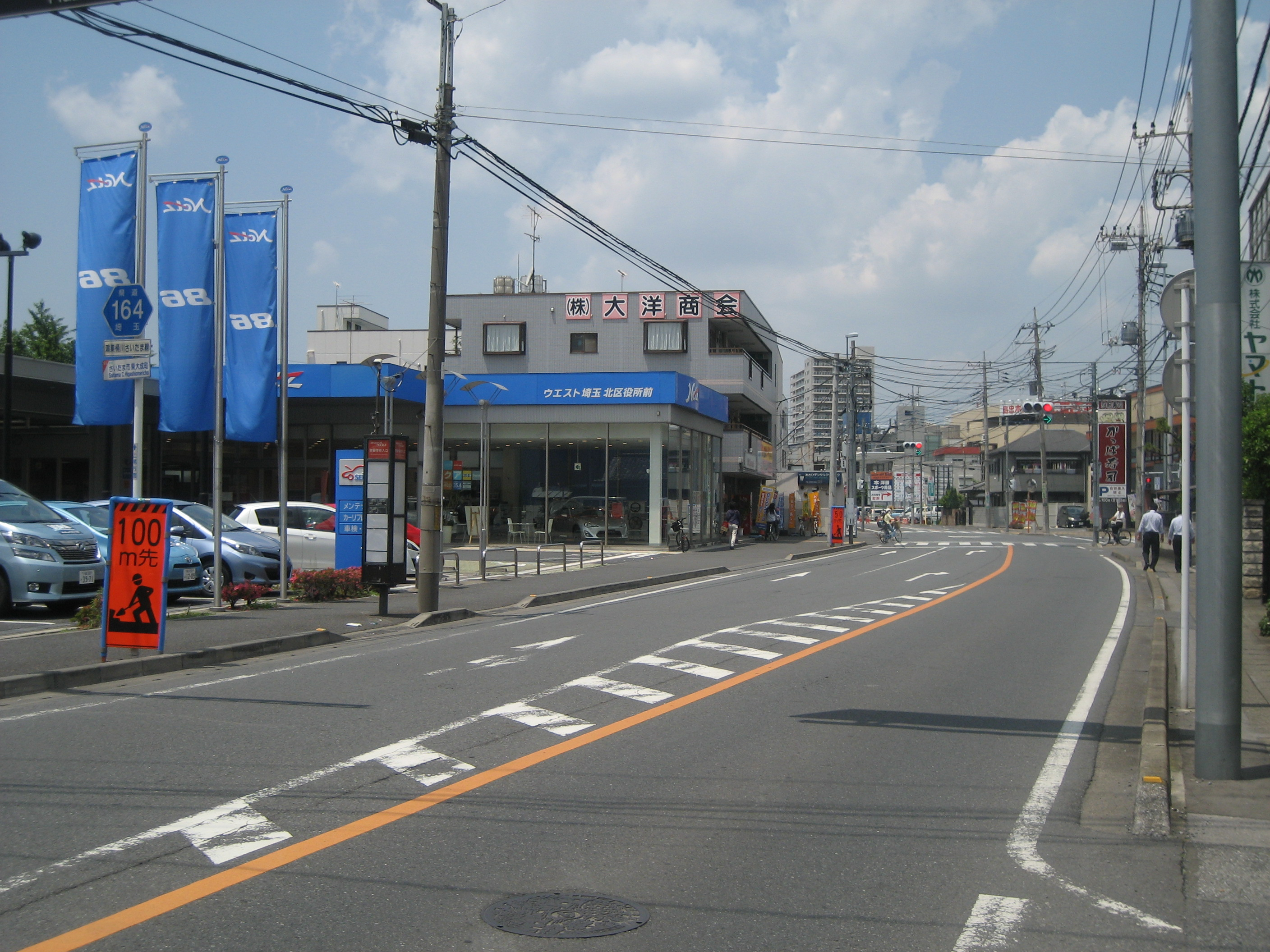
さいたま市北区東大成町付近
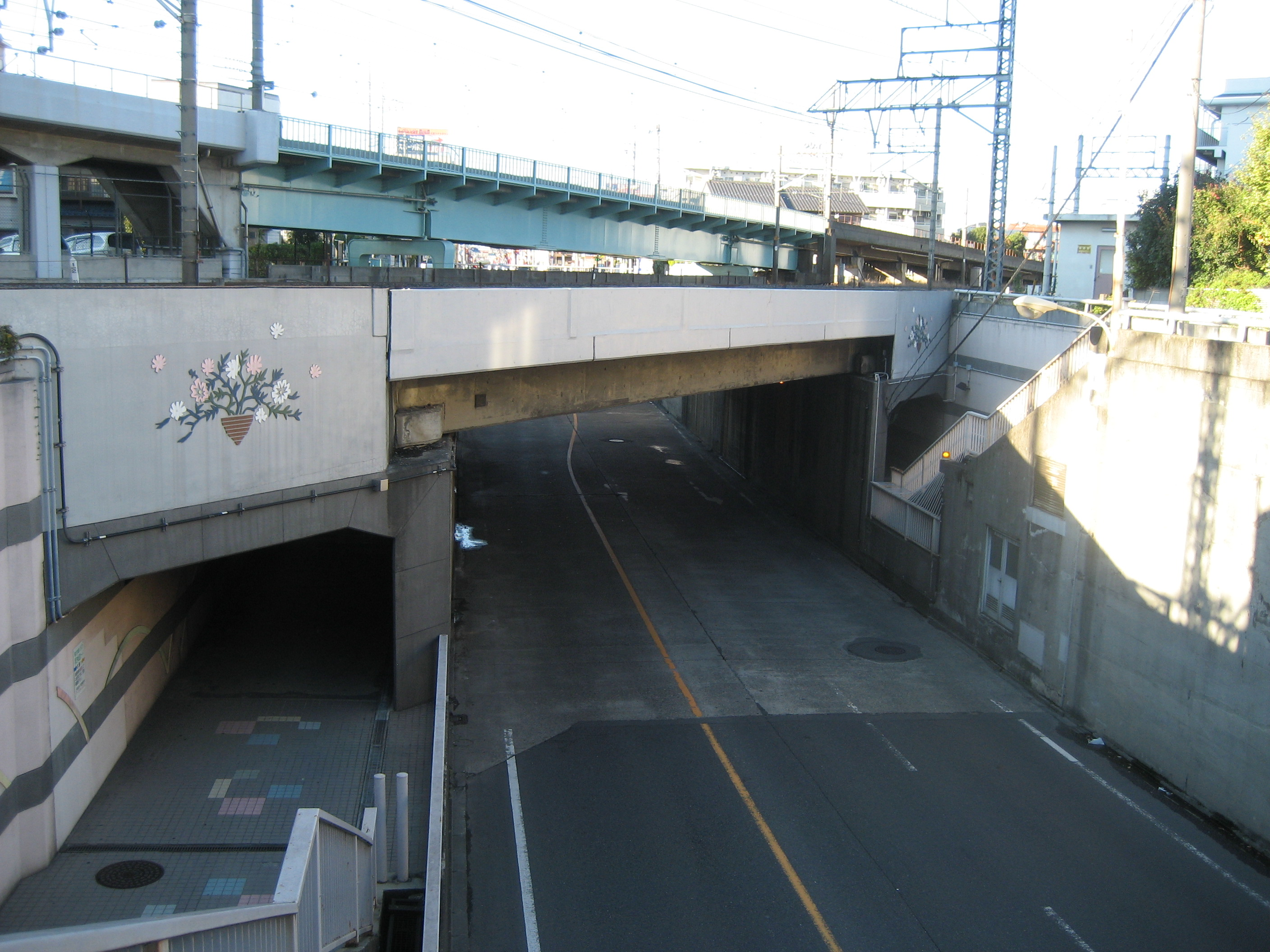
JR宇都宮線と東武野田線をアンダーパスする地点（さいたま市大宮区）
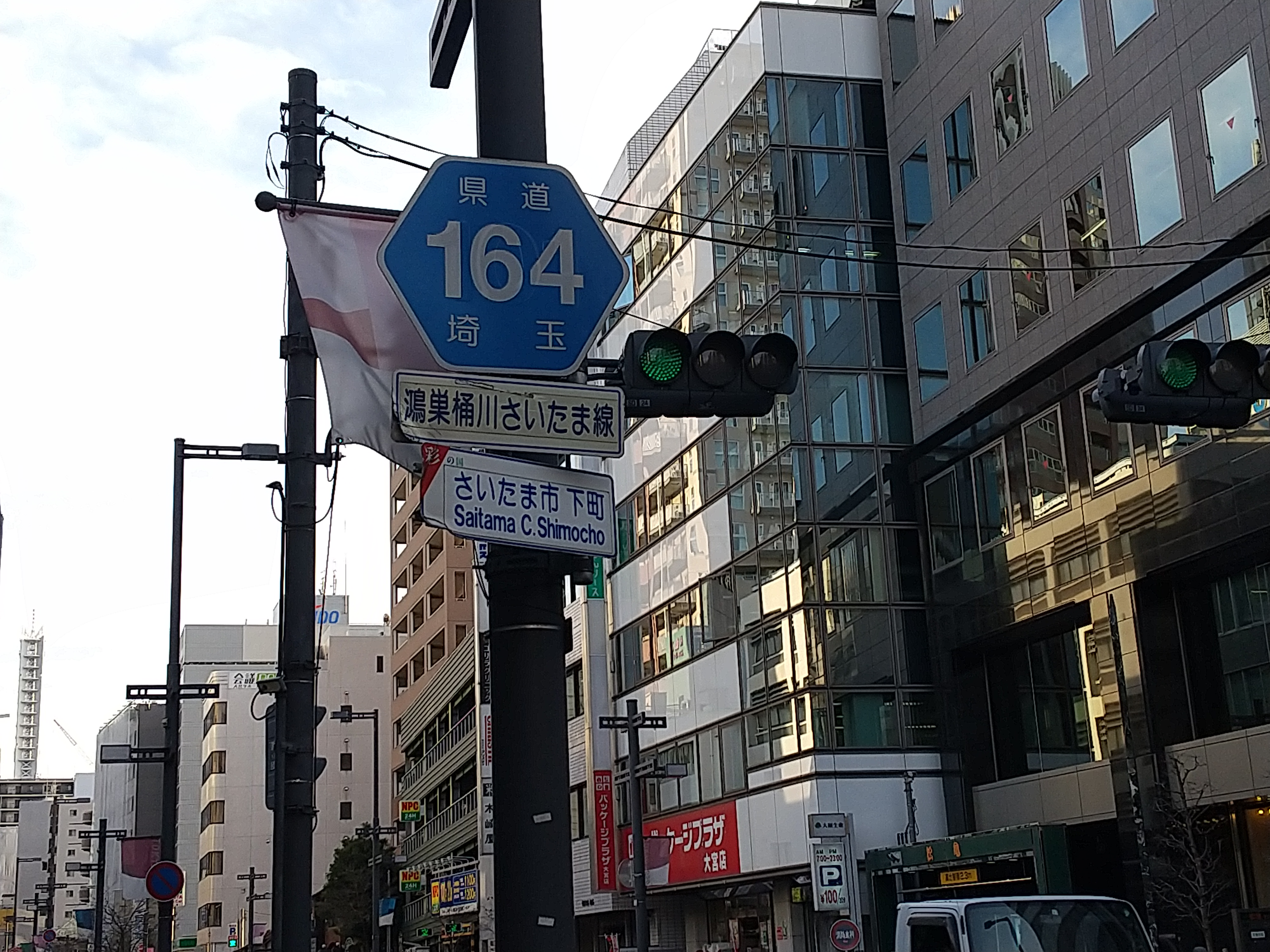
さいたま市大宮区下町付近
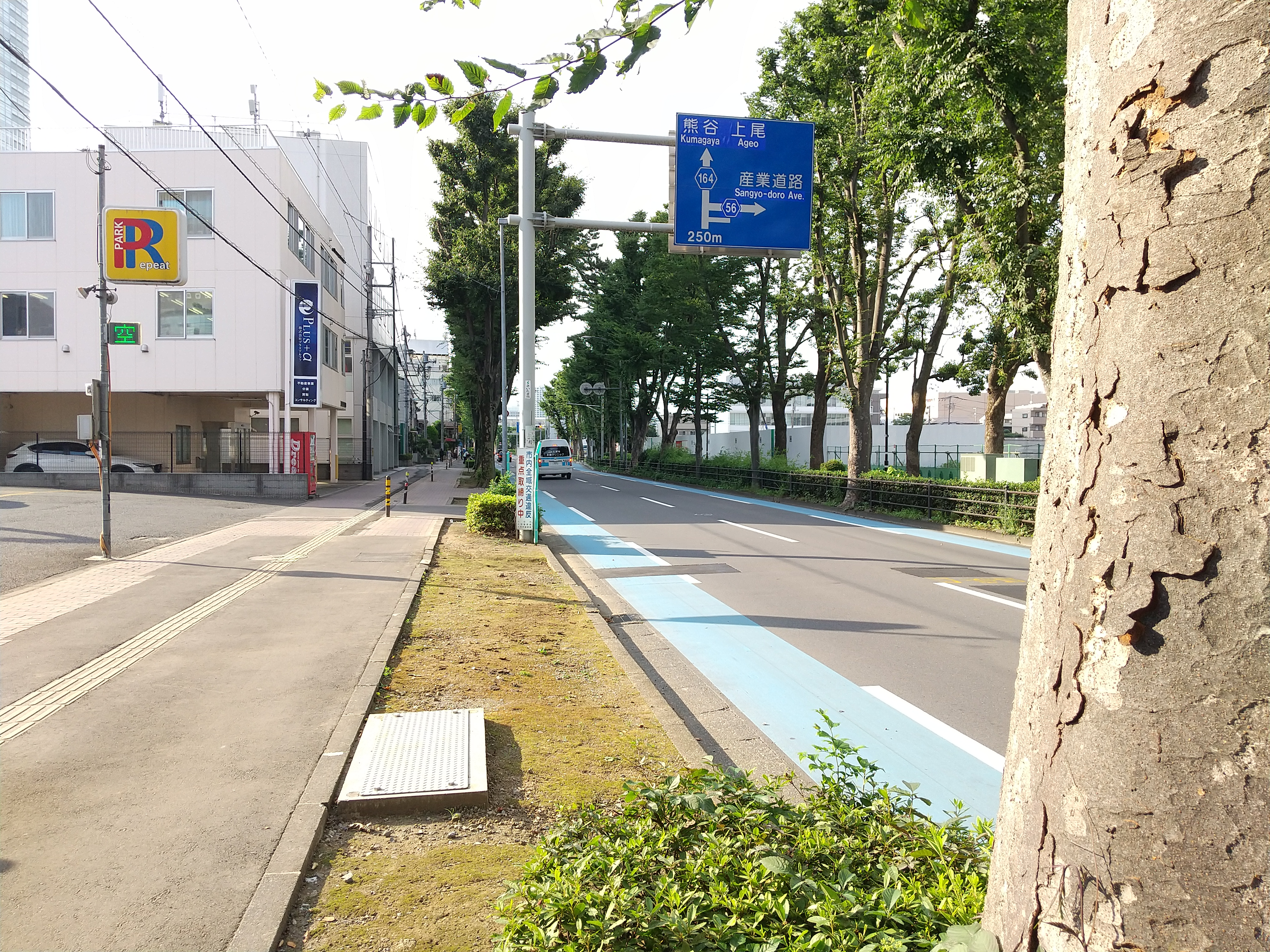
さいたま市大宮区北袋町一丁目付近
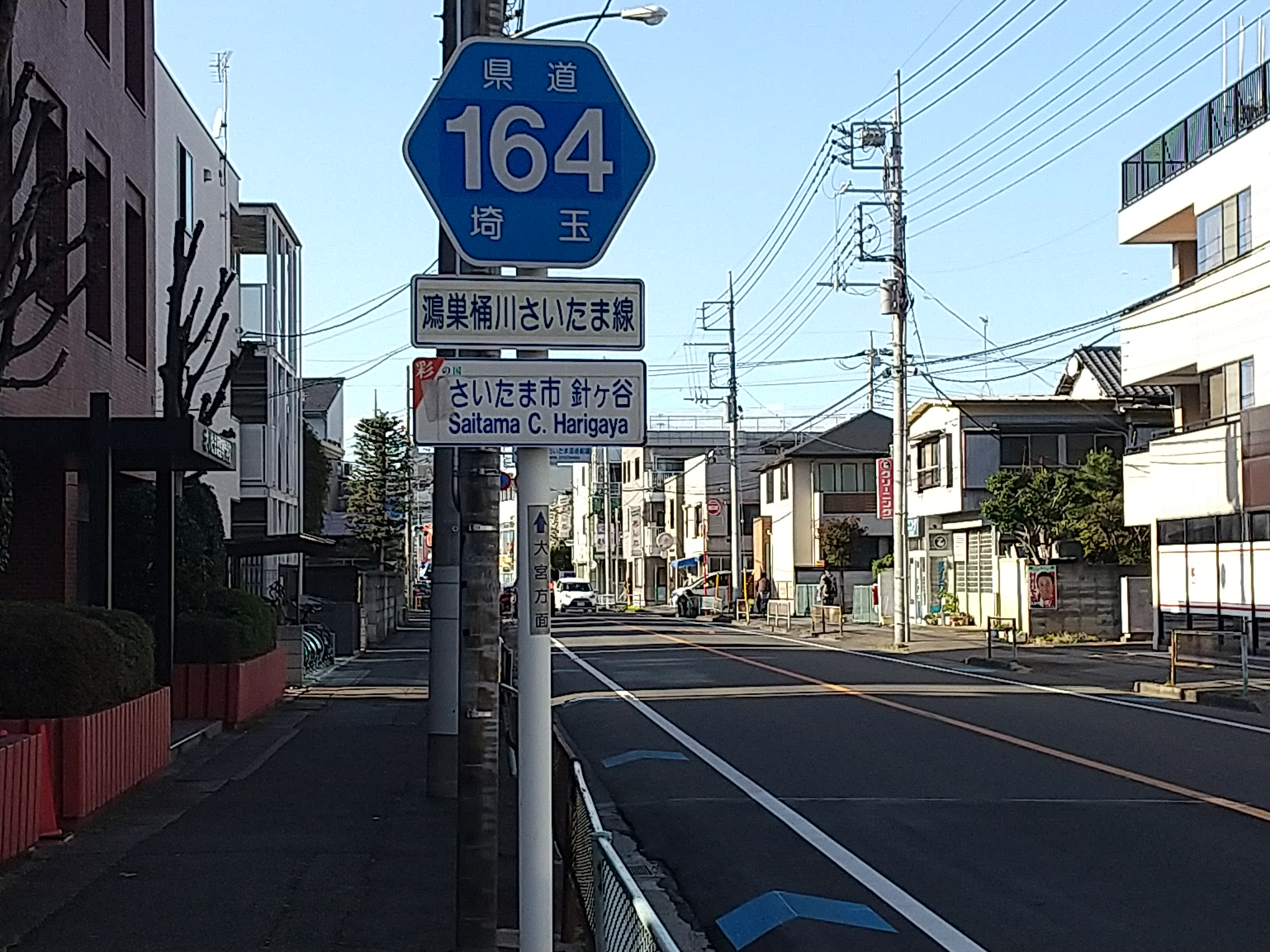
さいたま市浦和区針ヶ谷付近
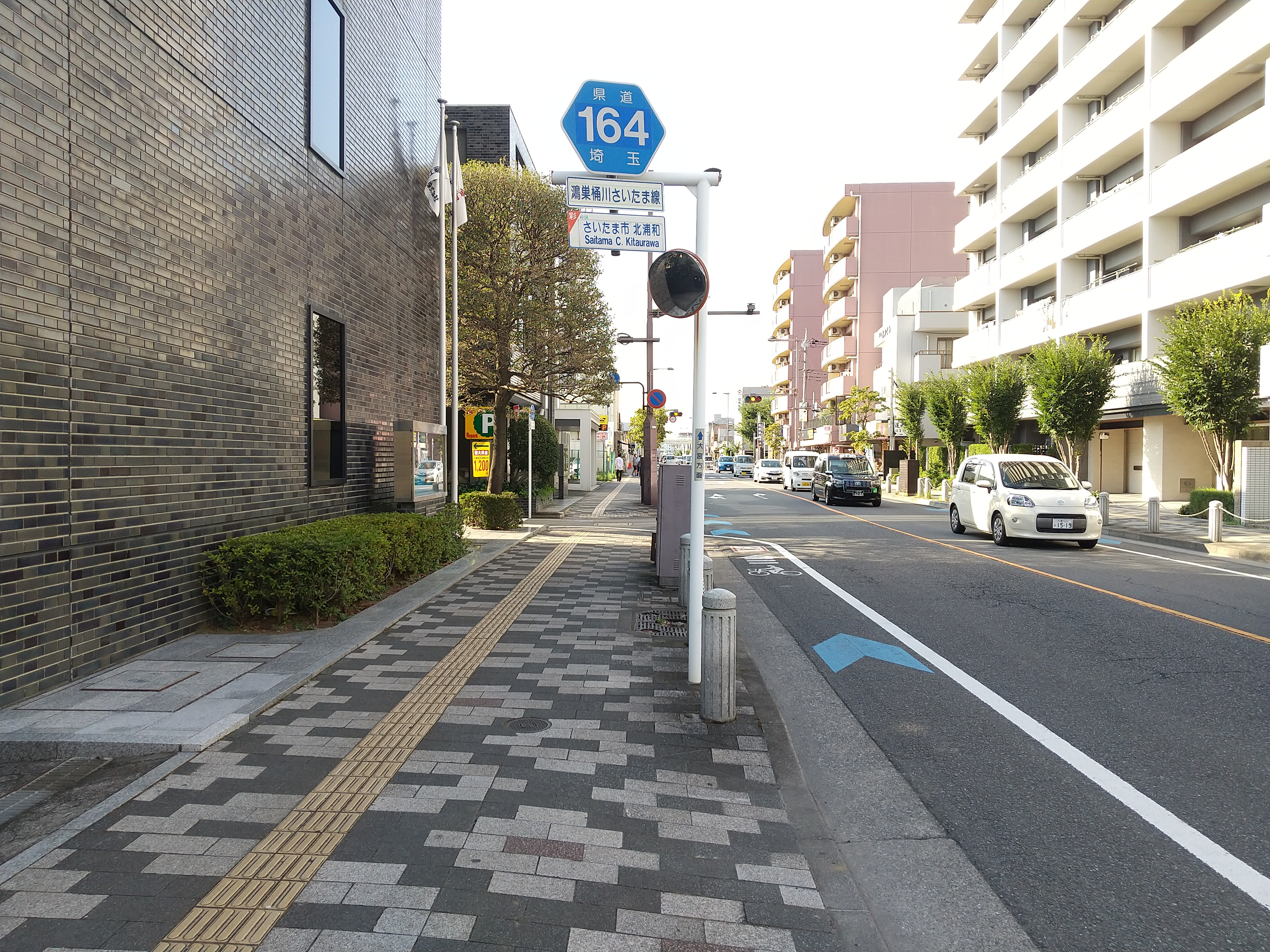
さいたま市浦和区北浦和付近